# Albishorn
Albishorn är ett berg i Schweiz. Det ligger i distriktet Horgen och kantonen Zürich, i den centrala delen av landet, 90 km öster om huvudstaden Bern. Toppen på Albishorn är 909 meter över havet. Albishorn ingår i bergskedjan Albis.